# From Paris with Love
From Paris with Love (prt: De Paris com Amor; bra: Dupla Implacável) é um filme de acção, dirigido por Pierre Morel e co-escrito por Luc Besson e Adi Hasak, com John Travolta e Jonathan Rhys Meyers nos principais papéis.

## Enredo
Assessor pessoal do embaixador dos Estados Unidos em França, James Resse (Jonathan Rhys Meyers) tem uma vida invejável em Paris e uma bela namorada francesa, mas a sua verdadeira paixão é o seu trabalho como espião da CIA. Tudo o que Reese quer é tornar-se um agente de boa fé e ver alguma ação real. Então, quando lhe oferecem a sua primeira missão de nível oficial, ele não consegue acreditar na sua boa sorte, até que conhece o seu novo parceiro, o agente especial Charlie Wax (John Travolta).
O primeiro teste de Reese é libertar Wax do inspector alfandegário francês do aeroporto, por Wax não querer entregar as latas da sua bebida energética favorita. Apesar da aparente trivialidade de uma bebida energética que Wax provavelmente poderia comprar em Paris, Wax mantém um discurso mal-educado e abusivo com o inspector da alfândega francesa até Reese colocar a etiqueta de "Correio Diplomático" na bagagem de Wax contendo a bebida energética, tornando-a assim diplomaticamente imune a qualquer burocracia alfandegária.
Uma vez no carro, Wax pede desculpas pelo seu comportamento e abre as latas que contêm partes da sua arma pessoal em aço inoxidável, chamada "Mrs. Jones", que Wax monta. Reese descobre que Wax é um disparador com tendência a agir sem pensar, que gosta de dizer piadas, e um pouco descontrolado, que foi enviado para Paris para impedir um ataque terrorista. Começando com um restaurante chinês, que era um local importante de fornecimento de cocaína, Reese e Wax são levados por uma série de adrenalina ao dispararem através do submundo parisiense, fazendo Reese rezar para ter o seu trabalho de escritório de volta. Mas quando Reese descobre que é uma peça do mesmo crime que eles estão a tentar resolver, ele percebe que não há maneira de voltar atrás... e Wax pode ser a sua única esperança para mantê-lo nas próximas quarenta e oito horas.
Reese descobre que a missão contra o tráfico de droga é, na realidade, uma missão para recuperar dinheiro de terroristas paquistaneses. Estes paquistaneses são o centro de uma rede de prostituição e tráfico de droga, para além de serem bombistas suícidas. O seu plano é infiltrarem-se na embaixada americana com coletes cheios de explosivos escondidos sob as suas burqas.
Caminhando para o final da história, Reese descobre que os terroristas, que ele e Wax estão a tentar capturar, vão, na sua maioria, a uma cimeira na embaixada americana, e que a sua noiva Caroline (Kasia Smutniak) é uma deles. Caroline está a preparar-se para se suicidar com um colete de explosivos na cimeira, enquanto que os restantes terroristas tentam atacar a comitiva americana, que se dirige para a cimeira, com um carro-bomba. Wax aniquila os terroristas com um lançador de foguete, antes que eles pudessem fazer qualquer dano e Reese confronta Caroline na cimeira. Ele tenta convencê-la a parar e aparentemente ele consegue, mas depois Caroline começa a fazer o gesto para acionar a sua bomba, e Reese não tem outra escolha senão atirar-lhe um tiro certeiro na cabeça, matando-a imediatamente. Wax apanha Caroline a tempo, antes que ela pudesse cair, desarmando a bomba e acabando com a ameaça. Mais tarde, Reese, agora um agente oficial, escolta Wax até ao seu avião e Wax oferece-se a Reese para ser o seu parceiro a tempo inteiro. Os dois jogam uma partida de xadrez e Reese revela que ele possui uma pistola Desert Eagle, dizendo que ele é agora mais parecido com Wax do que anteriormente.

## Elenco
- John Travolta como Charlie Wax
- Jonathan Rhys Meyers como James Reese
- Kasia Smutniak como Caroline
- David Gasman como Turista alemão/A Voz
- Richard Durden como Embaixador Bennington
- Yin Bing como M. Wong
- Amber Rose Revah como Nichole
- Eric Godon como Ministro estrangeiro
- François Bredon como The Thug
- Chems Dahmani como Rashid
- Sami Darr como The Pimp
- Julien Hagnery como o rufia chinês
- Mostéfa Stiti como Dir Yasin
- Rebecca Dayan como Assessora do Ministro estrangeiro
- Michaël Vander-Meiren como Oficial da Segurança do aeroporto
- Didier Constant como agente alfandegário
- Alexandra Boyd como Chefe da Delegação
- Stephen Shagov como segurança da Embaixada
- Mike Powers como segurança da Embaixada
- Nick Loren	como Chefe da Segurança
- Farid Elouardi como o motorista barbudo
- Melissa Mars como prostituta de Wax
- Yin Hang como prostituta asiática
- Frédéric Chau como o chinês Maitre D
- Tam Solo como suícida paquistanês

## Produção
As filmagens decorreram nos subúrbios parisienses, durando cerca de onze semanas. O filme é uma produção da EuropaCorp, companhia do próprio Luc Besson, e foi orçado em US$ 52 milhões.
Em Novembro de 2008, dez carros que iriam ser utilizados na produção do filme foram incendiados, o que faz adiar as filmagens por uma semana. Porém, no mês seguinte, as filmagens voltam a ser feitas no exterior, desta vez noutro local nos arredores de Paris.

## Recepção
O filme recebeu várias críticas dos mais diversos críticos. O filme tem uma classificação fraca de 35% no Rotten Tomatoes, com o consenso de que "embora com os seus encantos de "chefe" entre eles, o encanto de John Travolta não possibilitou um desempenho de topo em From Paris with Love, tornando-o muito confuso e incoerente para satisfazer o espectador." Apesar de que 57% gostaram. Rolling Stone deu uma estrela em quatro, afirmando que "From Paris with Love não tem sinais vitais de todo, apenas a repetição monótona de esmagamento que faz um barulho e um jogo de cena violento exatamente como o último [filme]". James Berardinelli do Reelviews deu ao filme três estrelas em quatro, afirmando que "tudo é rápido e furioso, os bons rapazes raramente perdem, e os bandidos raramente são atingidos", declarando também que "o romance entre Rhys Meyers e Kasia Smutniak é eficaz. Depois de um par de cenas apenas, eu aceitei os dois como amantes." O filme é bastante popular entre os leitores do boxofficemojo com 35,3% dos votos a dar ao filme uma classificação de A e 32,8% a dar uma classificação de B.

### Lucros
O filme estreou nos Estados Unidos, em 5 de fevereiro de 2010, e rendeu 8.158.860 de dólares no seu fim de semana de estreia, ficando em terceiro lugar nos 2.722 cinemas em que foi exibido. O filme esteve nos cinemas até 11 de março de 2010, num total de 5 semanas. Ao todo, o filme rendeu 24.077.427 dólares nos Estados Unidos. No resto do mundo, o filme rendeu cerca de 28 milhões de dólares, contribuindo para um total mundial de 52.365.407 dólares - apenas um pouco mais do que o valor do seu orçamento: 52 milhões de dólares. Em julho de 2010, a Parade Magazine listo o filme no quarto lugar na sua lista dos "Maiores Fracasso de Bilheteira de 2010 (até agora)."

### DVD
O filme foi lançado em DVD nos Estados Unidos em 8 de junho de 2010 e até agora vendeu 624.791 unidades, rendendo 11.085.323 de dólares. Foi o terceiro DVD mais vendido na sua primeira semana, atrás de Alice no País das Maravilhas e Shutter Island, com 293.011 unidades vendidas.

### Possível saga
Numa entrevista para o Celebrity Examiner, Luc Besson comentou que adoraria que From Paris with Love tivesse continuação. Travolta avançou com a mesma ideia numa entrevista ao The Star Ledger: "Nós poderíamos fazer, 'From London with Love', 'From Prague with Love.' Este é um dos únicos filmes que eu gostaria que tivesse continuação. Eu não sou uma grande pessoa para continuações, mas este eu adoraria fazer uma continuação."